# Église Saint-Gervais-et-Saint-Protais de Courdimanche-sur-Essonne
L'église Saint-Gervais-et-Saint-Protais de Courdimanche-sur-Essonne est une église paroissiale catholique, dédiée à saint Gervais et saint Protais, située dans la commune française de Courdimanche-sur-Essonne et le département de l'Essonne.

## Historique
Les parties les plus anciennes de l'église  du village sont datées du XIIe siècle et XIIIe siècle.
Le collatéral sud est peut-être ajouté après la Guerre de Cent Ans. La nef est couverte de plâtre au XVIIIe siècle, et le clocher est reconstruit en 1898.
Depuis un arrêté du 6 juillet 1925, le clocher de l'église est inscrit au titre des monuments historiques.
Le clocher est restauré dans les années 1960 ou années 1970.

## Description
L'édifice comporte du mobilier parmi lequel un retable daté du XIXe siècle et une représentation réaliste d'un curé datée de la fin du XIXe siècle ou du début du XXe siècle.
Des objets mobiliers ont fait l'objet d'une inscription en 1982.

## Pour approfondir